# 薩姆羅爾峰
薩姆羅爾峰（英語：Sumrall Peak）是南極洲的山峰，位於伊利沙伯女皇地，處於羅瑟嶺以南1.9公里，屬於彭薩科拉山脈中科迪納峰的一部分，海拔高度1,130米，美國地質調查局根據測量和美國海軍拍攝的空中照片繪入地圖，現時由南極條約體系管理。